# The Hitch-Hiker
The Hitch-Hiker es una película estadounidense de cine negro dirigida por Ida Lupino en  1953. Fue el primer film noir dirigido por una mujer. En 1998 el Registro Nacional de Cine del Congreso de los Estados Unidos la eligió como una de las producciones cinematográficas que merecen especial protección. En la actualidad, la película es de dominio público.
La trama está basada en unos hechos acaecidos dos años antes, cuando un asesino en serie, Billy Cook, huyendo de la justicia tras matar a cinco personas, secuestró y obligó a que le llevaran a México a dos automovilistas que iban de caza y que le habían recogido mientras hacía auto-stop. El asesino fue ajusticiado en la cámara de gas en diciembre de 1952, tan solo tres meses antes del estreno de la película.

## Sinopsis
Dos hombres viajan hacia Baja California, en México, donde esperan gozar de unos días de pesca. Ya en México, recogen a un autoestopista. Este es en realidad un asesino que huye de la justicia, pero su coche se ha averiado.
El viaje de los dos pescadores se convierte en una angustiosa odisea.

## Reparto
| Actor           | Personaje           |
| --------------- | ------------------- |
| Edmond O'Brien  | Roy Collins         |
| Frank Lovejoy   | Gilbert Bowen       |
| William Talman  | Emmett Myers        |
| José Torvay     | Capitán Alvarado    |
| Wendell Niles   | Wendell Niles       |
| Jean Del Val    | Inspector general   |
| Clark Howat     | Agente del gobierno |
| Natividad Vacío | José                |
| Rodney Bell     | William Johnson     |

## Producción

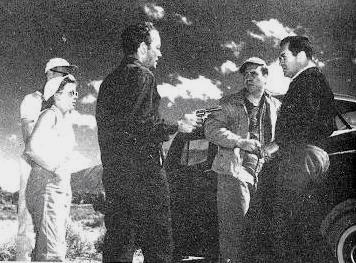
Ida Lupino dirigiendo a los actores

La película fue producida entre el 24 de junio de 1952 y finales de julio de ese mismo año. Los exteriores fueron rodados en Alabama Hills y Big Pine, ambos escenarios en California. Los títulos de trabajo de esta película fueron The Difference (La diferencia) y The Persuader (El persuasor). El estreno mundial tuvo lugar en Boston, el 20 de marzo de 1953.
En la pantalla, antes de los créditos de apertura, aparece el siguiente mensaje:

"Esta es la verdadera historia de un hombre y un arma y un coche. El arma pertenecía al hombre. El coche podría haber sido el tuyo —o el de esa joven pareja al otro lado del pasillo. Lo que verás en los próximos setenta minutos te podría haber pasado a ti. Los hechos son actuales ".

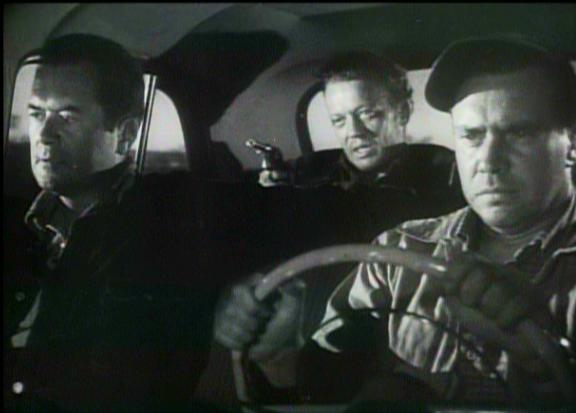
Escena de la película

La revista Daily Variety informaba en abril de 1953 de que la RKO había recibido numerosas cartas quejándose de la campaña publicitaria, que incluía frases como "¿Alguna vez ha recogido un autoestopista? Le garantizamos que nunca más lo hará tras haber visto esta película". En el cartel publicitario de la película se puede leer ¿Quién será su próxima víctima...USTED?. A pesar de las protestas, la RKO no cambió sus anuncios.